# Muide
Muide est un quartier ouvrier de la ville de Gand, chef-lieu de la Flandre orientale, en Belgique. Le quartier est voisin de celui de Meulestede.

## Origines
Le territoire où est situé Muide était marécageux comme en témoigne la toponymie "Muide". Au XIIIe siècle, la ville de Gand s'étendit vers le nord, notamment grâce à l'achat, en mars 1269, des terres situées entre l'actuelle Abbaye St-Bavon et le « Muidebrug » par Marguerite II de Flandre et son fils Gui de Dampierre (Gui de Flandres).
Le 1er avril 1299, Robert, fils aîné du Comte de Flandre acheta à la ville, le territoire de Muide et de Marialand soit l'endroit de l'actuelle « Peperstraat ».
Muide s'étend des actuels Muidebrugsken à la fin de la Sleepstraat à hauteur de l'actuelle Karel Mirystraat. Dans le prolongement de la Sleepstraat commence la Muidestraat, dénommée en Français « Grande rue de Gand à Meulestede ». Le tracé de cette "grote straete ter Muden" date de 1334 mais à très vraisemblablement été établi lors de l'époque romaine, si ce n'est avant. Ce domaine fut longtemps peu ou pas habité en raison de son caractère marécageux. Durant longtemps, les habitants furent les membres de quelques manufactures et des pêcheurs qui employaient les nombreux petits cours d'eau.
Plus proche de notre époque, des travaux importants, employant des moulins, permirent d'évacuer l'eau des zones marécageuses afin de les rendre meilleures pour la culture et plus propices aux constructions.